# Rakovice
Rakovice är en ort i Tjeckien. Den ligger i regionen Södra Böhmen, i den centrala delen av landet, 70 km söder om huvudstaden Prag. Rakovice ligger 439 meter över havet och antalet invånare är 208.
Terrängen runt Rakovice är platt. Runt Rakovice är det glesbefolkat, med 8 invånare per kvadratkilometer. Närmaste större samhälle är Písek, 19,2 km söder om Rakovice. Trakten runt Rakovice består till största delen av jordbruksmark.